# Karya, Lefkada
Karya (tiếng Hy Lạp: αρυά) là một đô thị cũ trên đảo Lefkada, Quần đảo Ionia, Hy Lạp. Kể từ cải cách chính quyền địa phương năm 2011, nó là một phần của đô thị Lefkada, trong đó nó là một đơn vị thành phố. Nó nằm ở phần trung tâm của Lefkada. Nó có diện tích đất là 30.867 km²  và dân số 871 (điều tra dân số năm 2011). Một phần lớn dân số sống ở ghế thành phố cũ, thị trấn Karyá.
Ngôi làng Karya nằm trên sườn núi Pyrgos ở độ cao 500 m so với mực nước biển. Điểm cao nhất trong đơn vị thành phố là núi Stavrota, có độ cao 1.158 m. Có bốn ngôi làng trong thành phố là: Karyá, Pigadisánoi (pop. 157), Egklouví (106), và Ammókampos (19).